# Chiesa di San Francesco (Mazara del Vallo)
La chiesa di San Francesco di Mazara del Vallo fu edificata sopra una chiesa preesistente, dedicata a San Biagio, fatta costruire dal gran conte Ruggero I d'Altavilla nella seconda metà dell'XI secolo.

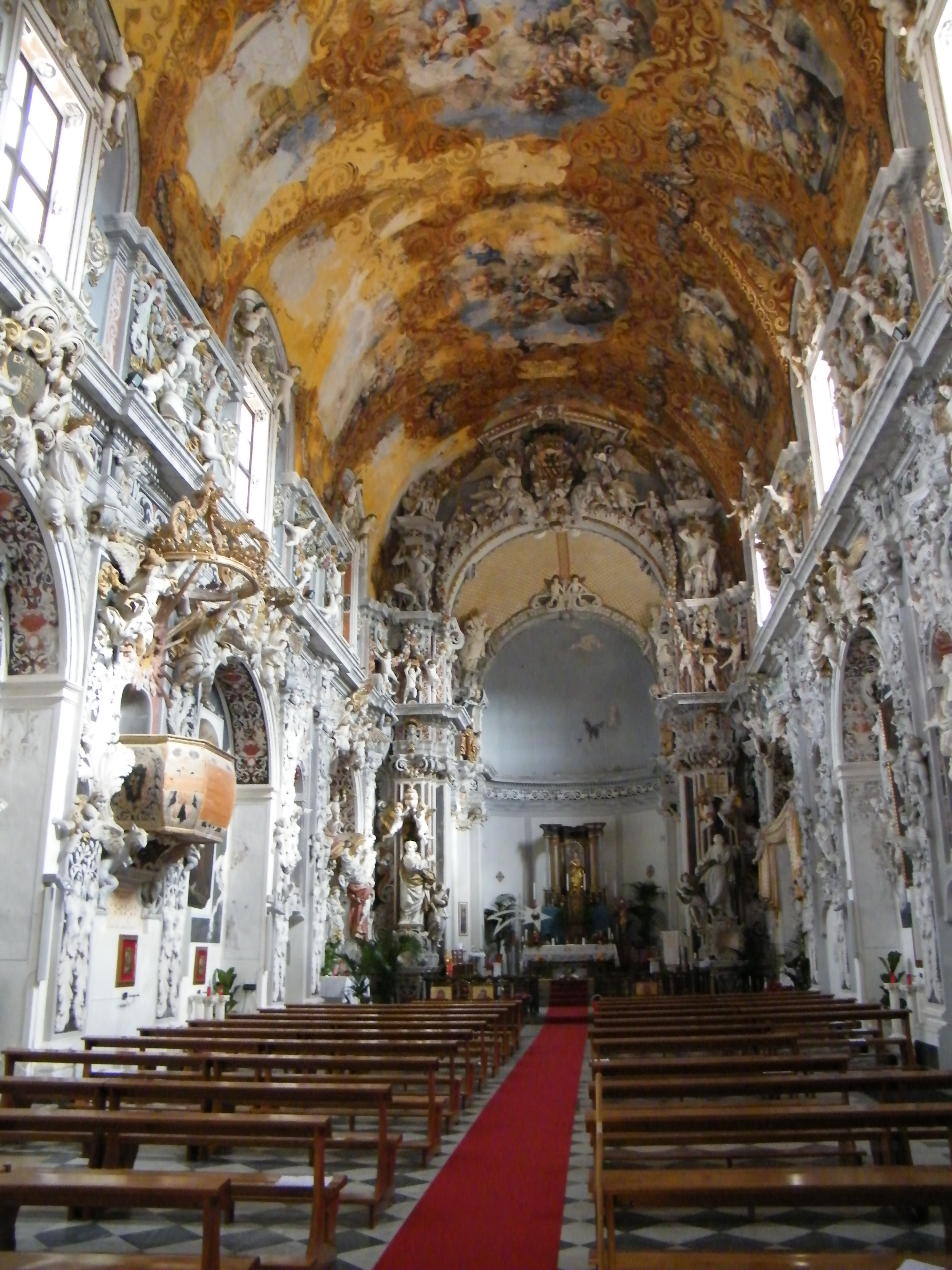
Navata.

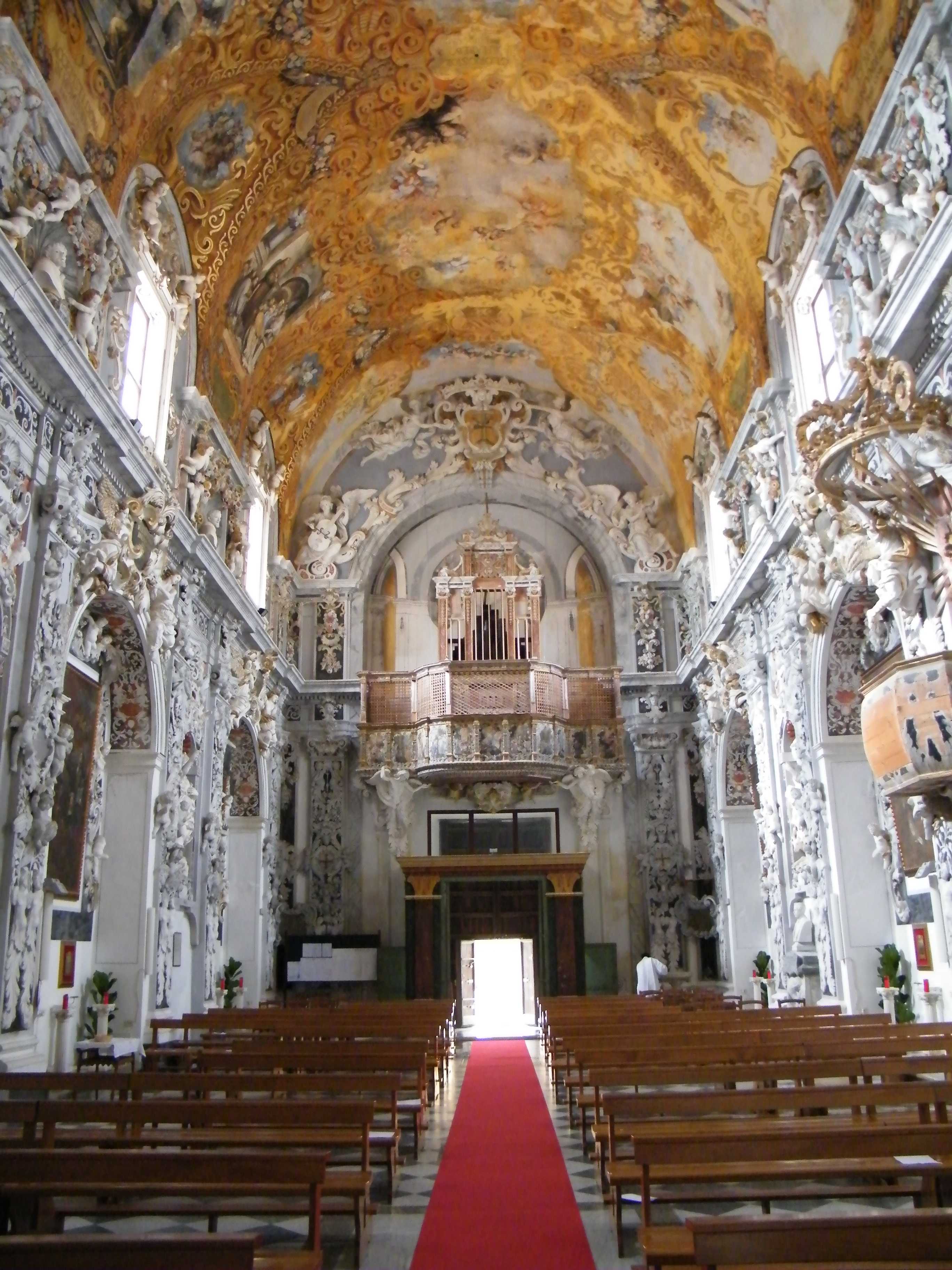
Controfacciata e cantoria.

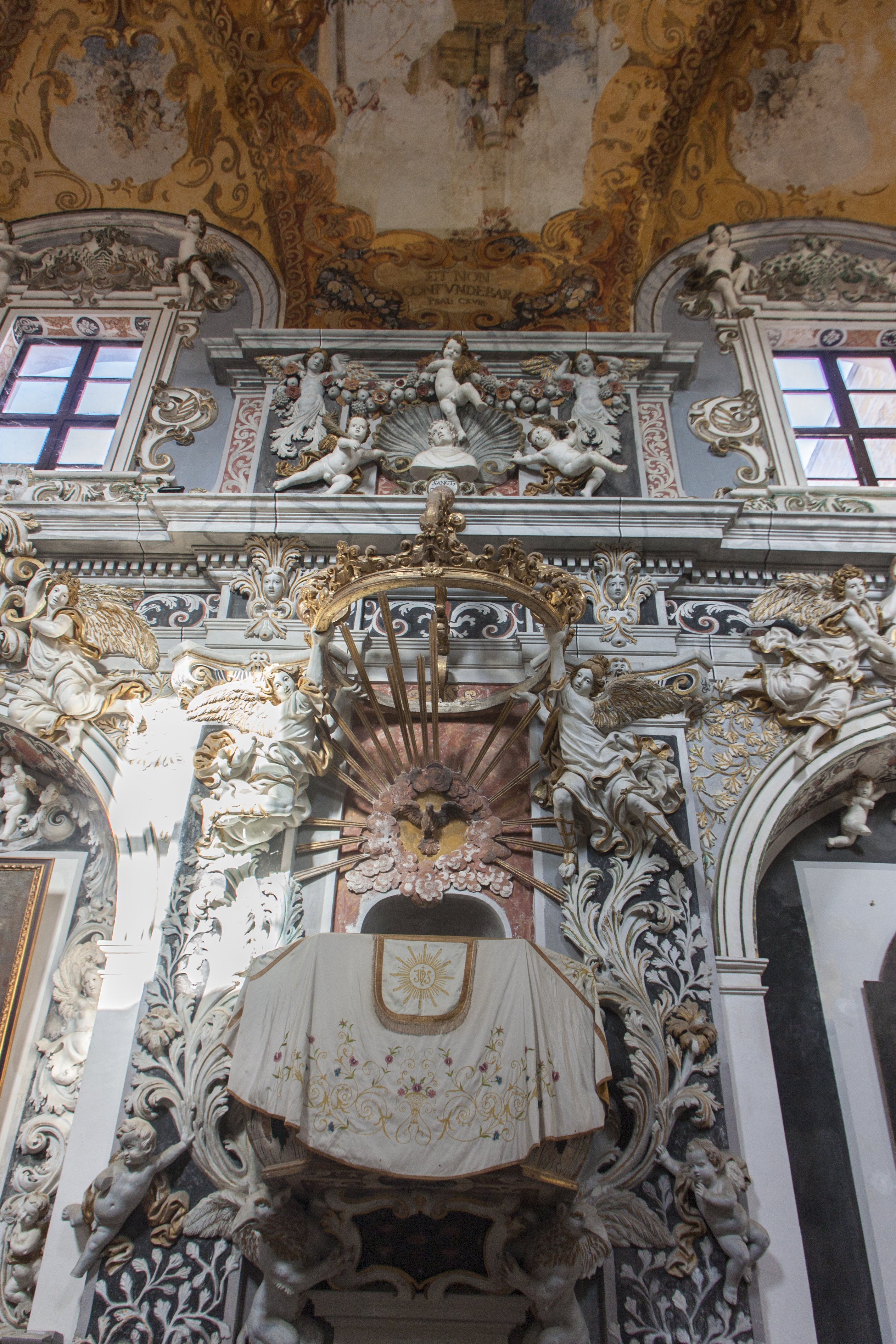
Pulpito.

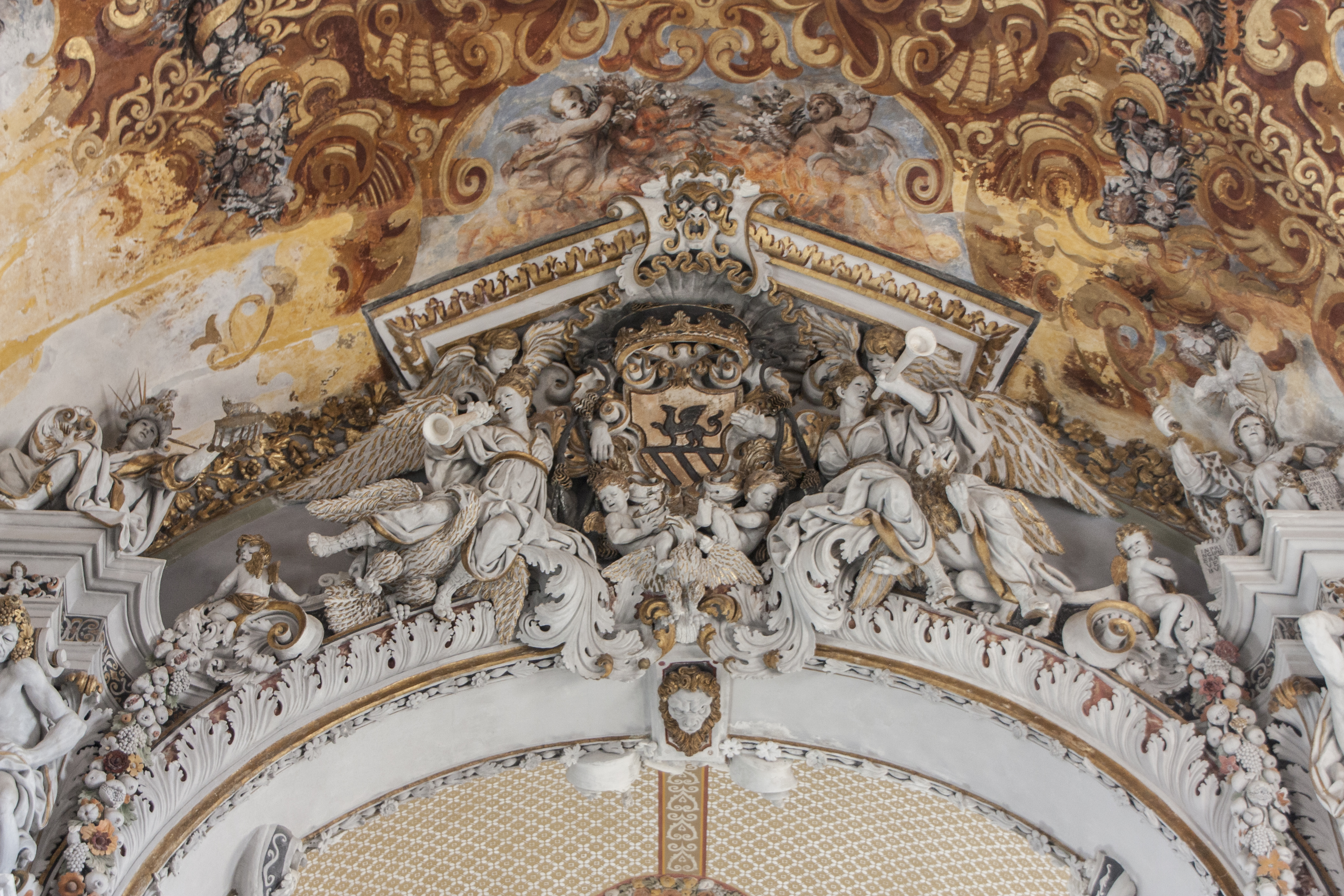
Arco trionfale.

## Storia

### Epoca paleocristiana - arabo - normanna
Al 250 d. C. risale la cripta quale luogo per la sepoltura dei primi cristiani. Spazio di preghiera e rifugio per sfuggire alle persecuzioni, l'insieme è conosciuto anche col termine di catacombe. All'827 è documentata l'edificazione delle mura saracene.
La primitiva costruzione con impianto basilicale risalente al 1093 fu edificata da Ruggero d'Altavilla e dedicata a San Biagio, era in stile arabo - normanno, ripartita in tre navate con dodici altari, oltre a quello principale collocato nel cappellone.

### Epoca sveva
Nel 1216 il beato Angelo Tancredi da Rieti, chiamato in Sicilia sotto il regno di Federico II di Svevia, fondò un convento francescano contiguo all'allora chiesa di San Biagio.

### Epoca spagnola
Nel 1680, monsignor Francesco Maria Grifeo - poi divenuto vescovo della diocesi di Mazara del Vallo - decise di trasformarla in stile barocco: le due navate laterali furono abbattute, e la navata centrale fu rialzata e coperta con una volta a botte. Gli interni furono arricchiti da un ciclo pittorico e da un apparato decorativo in stucco comprendente statuaria e un fitto, articolato addobbo plastico.
Il tempio fu riaperto al culto nel 1703.

### Epoca contemporanea
In seguito al terremoto del Belice del 1968, la chiesa e l'adiacente convento subirono notevoli danni.
Nel 1977 ebbero inizio i lavori di restauro. Al 15 marzo 2019 risale la riapertura al culto.

## Esterno
Tre gradini raccordano la sede stradale col piano di calpestio dell'aula. La facciata intonacata è compresa fra alte paraste modanate in conci, arrotondate nei cantonali.
Nel prospetto rivolto a SW è incastonato il portale, opera di Leonardo Incrivaglia del 1730. Il varco è delimitato da due colonne collocate su alti plinti, il fusto liscio per  2/3 della lunghezza, presenta la base tortile adorna da un festone elicoidale. L'insieme sorregge un timpano con volute a ricciolo e medaglione in marmo intermedio.
Sotto l'archetto di raccordo delle parti aggettanti il tondo presenta il bassorilievo raffigurante San Francesco riceve le Stimmate, manufatto sormontato da un'edicola contenente la statua dell'Immacolata Concezione. Le pareti laterali presentano le arcate delle navate d'epoca normanna in seguito tamponate.
La controfacciata con cantoria lignea presenta un arco decorato con angeli musici in stucco.

## Interno
Interno a unica navata dal fastoso apparato plastico attribuito alla bottega degli Orlando, ciclo di affreschi realizzato da Giovanni Battista Scannatella e teoria di dipinti custodita negli altari laterali. Completano la decorazione le allegorie delle virtù cardinali e teologali, statue in stucco a tutto tondo con sembianze di figure femminili che sia alternano in nicchie alle arcate con altari e nelle due cappelle prossime all'arco trionfale. Ad esse si accompagnano i busti di santi martiri francescani collocati sul cornicione fra schiere di putti oranti e osannanti e tripudio di decorazioni.

## Cripta
Ambienti ipogei per l'inumazione dei cadaveri.

## Convento
Strutture affiancate al corpo del tempio sulla parete sinistra. Chiostro rettangolare con portici 5 luci x 6 con sviluppo maggiore sull'asse NW - SE. Arcate su colonne, volte a crociera con terrazze balconate, altare sottoportico a N, fontana posta al centro del cortile. Scalone, refettorio e cappella. Il vertice a settentrione costituiva ed rea protetto dalle fortificazioni della cinta muraria cittadina.
Con l'emanazione delle leggi eversive e la conseguente soppressione degli ordini religiosi avvenuta nel Regno d'Italia nel 1866, fu confiscato, divenne un bene dello Stato italiano (nello specifico proprietà della Provincia di Trapani), fu adibito a usi civici diversi. Fu sede della locale caserma dei Carabinieri e anche carcere femminile, fino al 1970. Alla chiusura dell'istituzione detentiva le strutture rimasero abbandonate. La ristrutturazione ha consentito la trasformazione dello storico polo monumentale in un centro di svago.

## Galleria d'immagini

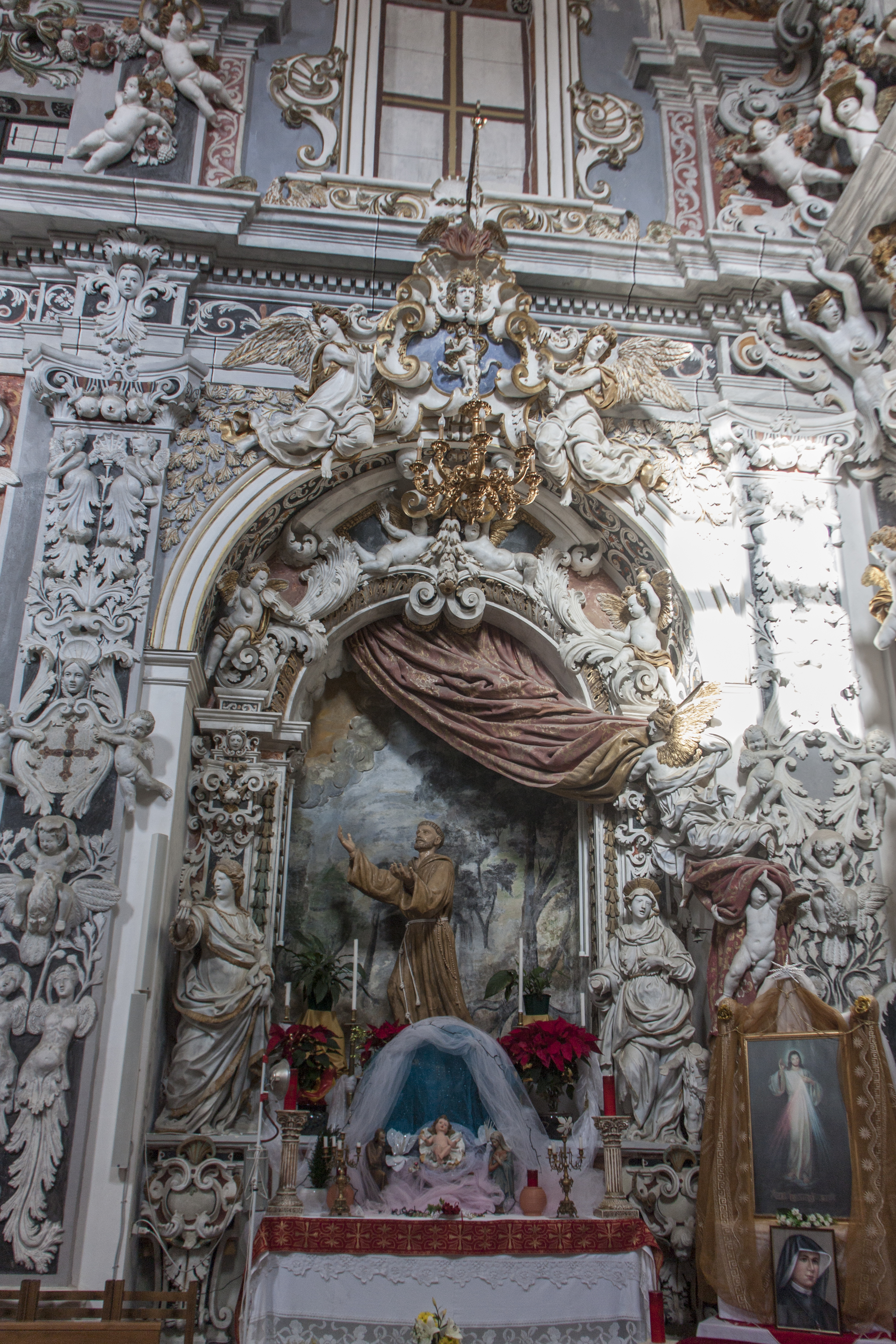
Cappella delle Stimmate
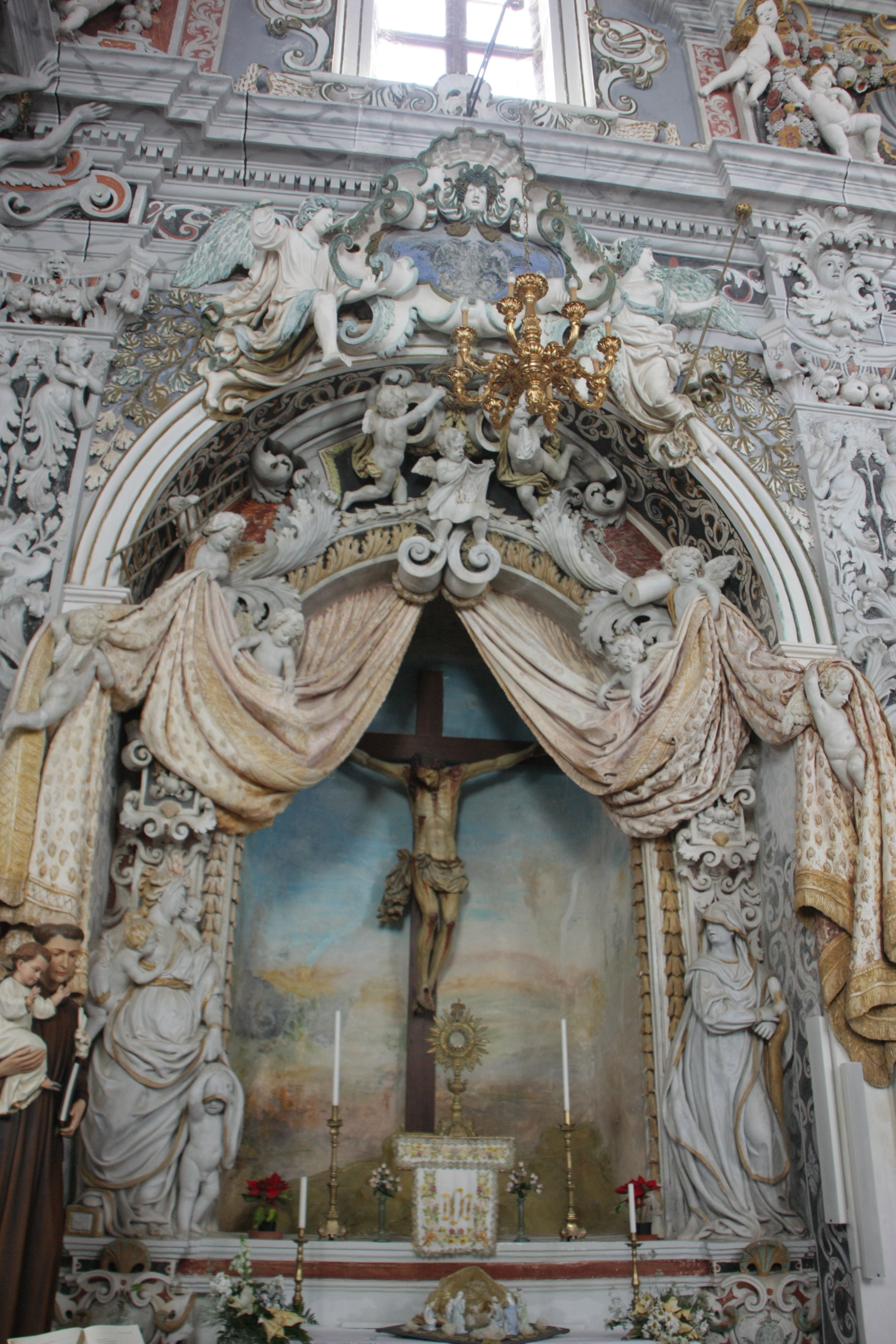
Cappella del Santissimo Crocifisso